# Землемория (вселена)
Землемория (Earthsea) е измислен свят, създаден от писателката Урсула Ле Гуин. Първоначално е създаден за разказа „Думата за освобождаване“, публикуван през 1964 г., но става много по-популярен с романа „Магьосникът от Землемория“, публикуван през 1968 г.

## География
Светът на Землемория е воден свят, огромен архипелаг от хиляди острови, заобиколен от водите на морета и океани. Не е сигурно дали съществува и друга суша в Землемория, макар че се споменават земи на запад, където живеят драконите.
Думата „Архипелаг“ се използва от героите на Ле Гуин за централната група острови около неголямото Вътрешно море. Отдалечените от центъра острови са групирани в четири Разлива в съответствие с посоките на компаса и Каргадските земи (четири големи острова в североизточната част, населявани от враждебно настроения народ на каргадците).
Някои от островите се отличават в разказите за Землемория – Хавнър и Роук във Вътрешното море, Гонт в Северния разлив, намиращ се опасно близо да Каргадските земи и Атуан, един от островите на Каргад.

## Магьосничество
Сред населението на Архипелага, способността да се прави магия се смята за вроден талант, като музикална дарба, но много по-рядка. Дарбата за магьосничество се проявява в използването на Истинската реч (Езика на сътворението), в която името на едно нещо е самото нещо.
Тази реч, присъща на драконите, може да се учи и от хората. Изучаването на Истинската реч е в основата на преподаването на магия (в школата на остров Роук).
Съществен елемент в таланта на вещица, заклинател или магьосник е способността да разпознае истинското име на едно дете и да му даде това име.
Тъй като истинското име на една личност е самата личност, всеки, който го знае, притежава над лицето истинска власт – власт на живот и смърт. Често едно истинско име не се знае от никой друг, освен от даващия го и от притежателя, като и двамата го пазят през целия си живот.

## Дракони
Според песни и сказания, драконите са съществували преди всяко друго живо същество. Приказки разкриват, че в най-древни времена драконите и човешките същества са били от един и същ вид. По-късно драконово-човешкото племе се разделило на два вида, с различни нрави и стремежи. Разделението станало съзнателно, в резултат на взаимно споразумение, известно като верв надан.

## Произведения на Урсула Ле Гуин, свързани със Землемория
Романи
- Магьосникът от Землемория (A Wizard of Earthsea), 1968
- Гробниците на Атуан (The Tombs of Atuan), 1971
- Най-далечният бряг (The Farthest Shore), 1972
- Техану (Tehanu:The Last Book of Earthsea), 1990
- Другият вятър (The Other Wind), 2001

Разкази
- Думата за освобождаване (The Word of Unbinding), 1975
- Правилото за имената (The Rule of Names), 1975
- Приказки от Землемория Tales from Earthsea, 2006
 - Откривателят (The Finder), 2001
 - Тъмна роза и Диамант (Darkrose and Diamond), 1999
 - Костите на земята (The Bones of the Earth), 2001 
 - На високото блато (On The High Marsh), 2001
 - Водно конче (Dragonfly), 1997